# دهستان میانکوه (درگز)
دهستان میانکوه (درگز) دهستانی در بخش چاپشلوی شهرستان درگز در استان خراسان رضوی ایران به مرکزیت روستای کپکان است.

## جمعیت
براساس سرشماری مرکز آمار ایران در سال ۱۳۸۵، جمعیت دهستان میانکوه ۴۴۰۹ نفر (۱۱۱۷ خانوار) بوده‌است. جمعیت این دهستان در سال ۱۳۹۰ به ۳۸۸۸ نفر رسیده‌است.

## نگارخانه

روستای ریشخوار درگز
روستای گرنی درگز